# Robert Castel (skådespelare)
Robert Castel, född Robert Adolphe Moyal 21 maj 1933 i Alger, Algeriet, född 5 december 2020 i Paris, var en fransk skådespelare.

## Roller i urval
- 1964 – Flykten
- 1971 – Det var en gång en snut...
- 1972 – Den långe blonde med en svart doja
- 1973 – Bråkmakarna
- 1973 – Hämnden och rättvisan
- 1975 – Bland bockar och brudar
- 1975 – Oskyldigt offer
- 1978 – Blyg man gör så gott han kan
- 2012 – El Gusto